# Marmaroglypha sumatrana
Marmaroglypha sumatrana är en skalbaggsart som beskrevs av Conrad Ritsema 1888. Marmaroglypha sumatrana ingår i släktet Marmaroglypha och familjen långhorningar. Inga underarter finns listade i Catalogue of Life.